# Gladstone (Oregón)
Gladstone es una ciudad ubicada en el condado de Clackamas en el estado estadounidense de Oregón. En el año 2007 tenía una población de 12.200 habitantes y una densidad poblacional de 900.9 personas por km².

## Geografía
Gladstone se encuentra ubicada en las coordenadas 45°22′52″N 122°35′35″O / 45.38111, -122.59306.

## Demografía
Según la Oficina del Censo en 2000 los ingresos medios por hogar en la localidad eran de $46,368, y los ingresos medios por familia eran $52,500. Los hombres tenían unos ingresos medios de $38,619 frente a los $28,300 para las mujeres. La renta per cápita para la localidad era de $19,388. Alrededor del 9.0% de la población estaban por debajo del umbral de pobreza.